# Volker Hirth
Volker Hirth (* 13. November 1959 in Fulda) ist ein deutscher Radio- und Fernsehmoderator.

## Leben und Wirken
Hirth begann 1987 als Mitarbeiter der Sportredaktion des Hessischen Rundfunks. Zunächst arbeitete er an Kurzberichten aus der Sportbranche für den HR, sowie an Einspielern für die ARD-Sportschau, die Tagesschau sowie die Tagesthemen. Seit 1992 ist er als Reporter bei den Olympischen Spielen für die ARD tätig. Er betreut zudem die ARD-Berichterstattungen der Leichtathletik Welt- und Europameisterschaften und der Formel 1. Für den HR kommentiert Hirth Spiele der Bundesligakonferenz im Radio.

## Auszeichnungen
Herbert-Zimmermann-Preis des Verbandes Deutscher Sportjournalisten
- 3. Preis 1989
- 1. Preis 1996
- 1. Preis 2003